# Czesław Falkowski
Czesław Falkowski (ur. 28 listopada 1887 w Warszawie zm. 25 sierpnia 1969 w Łomży) – polski duchowny rzymskokatolicki, rektor Uniwersytetu Stefana Batorego w Wilnie w latach 1928–1930, biskup diecezjalny łomżyński w latach 1949–1969.

## Życiorys
W 1904 ukończył Gimnazjum Praskie w Warszawie. 26 lipca 1910 został wyświęcony na kapłana w Innsbrucku. Inkardynowany do archidiecezji mohylewskiej. Profesor Akademii Duchownej w Petersburgu, Katolickiego Uniwersytetu Lubelskiego oraz Uniwersytetu Stefana Batorego w Wilnie, gdzie w latach 1928–1930 sprawował urząd rektora. W latach 1942–1943 więziony przez Niemców. Po II wojnie światowej wykładał w seminarium duchownym w Białymstoku.
24 lutego 1949 został mianowany biskupem diecezjalnym diecezji łomżyńskiej. Konsekrowany został 8 maja 1949 w prokatedrze Wniebowzięcia Najświętszej Maryi Panny w Białymstoku przez arcybiskupa Romualda Jałbrzykowskiego. Współkonsekratorami byli biskupi Ignacy Świrski i Władysław Suszyński. Jako zawołanie biskupie przyjął słowa „Adveniat Regnum Tuum” (Przyjdź Królestwo Twoje). Rządy w diecezji łomżyńskiej objął 15 marca 1949.
Uczestniczył w III i IV sesji soboru watykańskiego II.
Został pochowany w katedrze łomżyńskiej.

## Odznaczenia
W 1929 „za zasługi na polu pracy narodowo-społecznej i naukowej” został odznaczony Krzyżem Komandorskim Orderu Odrodzenia Polski.